# كميت (يافع)
قرية كميت إحدى قرى يافع/ لبعوس وهي من قبائل الحوثره أو الحوثري تتبع مكتب أو مشيخة الموسطة، يافع، اليمن. سميت كميت بهذا الاسم ربما لانها تحتوي في فضائها الجغرافي على البيضاء -التي هي جزء من وادي مرحب- والحمراء وهي منطقة سكنية والسوداء وهي منطقة جبلية تستخدم للرعي وهذا الاعتقاد يؤكده معنى كلمة (كميت) في اللغة العربية الذي يعني الشيء المتكون من الأبيض والأحمر والأسود.
ويطلق هذا الاسم على الفارس كما جاء في إحدى قصائد اسعد الكامل (ملك حميري)
والخيل ترمي بالكماة كأنها قطا افزعتها نازحات الاجادل
والكماة هنا جمع كميت وتعني فارس

## الحدود الجغرافية
تقع في الوسط بالنسبة لقبيلة الحوثري إذ تحدها قرى الحوثري من جميع ماعدى الجهة الغربية فمن جهة الشمال تحدها قرية ريد وقرية جروة، ويحدها من الغرب عمق وهي تابعة لمكتب العيسائي، ومن جهة الجنوب قرية الصيرة، اما من جهة الشرق فتحدها قرية الحديدة وقرمش ووادي مرحب.

## التاريخ
قديمة واثار بعض ابنيتها تعود لمئات السنين، سكانها الذين يبلغ عددهم التقريبي 700 نسمة يعملون بالزراعة والتجارة شانهم شان قرى يافع عامة. مصدر الدخل الرئيسي هو تحويلات المهاجرين، ولا تجد بيتا في القرية دونما مهاجر واحد على الأقل.

## تقسيمات القرية
في القرية تتوزع أسماء محلية تدل على مناطق محددة في نطاق القرية ومنها:
- الحجلة -أسفل وإعلي الحجلة-.
- حِضئة.
- الائِيل.
- إحرم.
- عنفد.
- البركِة.
- الدّيوله.
- حبول الصحن.
- لأصرين.
- الحمراء.
- عقبة الكِباش.
- السّوداء.
- عمق -إعلي عمق أيضاً-.
- الإربابة.
- جبل الطّف.
- صراوح.
- القرية -يقصد بها موقع القرية القديمة قبل ان تتوسع.
- الهدس.
- الآل.
- الوطاء.
- حنكة بن قيس.
- لعقار.
- شباع.

## البيوت و العوائل
- بن جرموش ويتضمن بيت بن عبود وبيت الجمال
- الزبيري
- الشرعبي
- الملوح
- شرحان
- بن سليم
- بيت عيال الحاج وينقسم إلى عدة بيوت وهي بيت عيال قاسم وعيال بيت عبد الله وبيت عيال مثنى سالم

عيسى بن مقبل، وهو رجل صالح من أبناء كميت لم يعرف زمانه ولا إلى أي فخذ من فخوذ كميت ينتمي ولا زال اسمه إلى الآن محفور في قلوب أبناء كميت منذ قديم الزمن.